# Volker Steinbicker
Volker Steinbicker (* 17. Februar 1939 in Halle (Saale)) ist ein deutscher Arzt und Hochschullehrer.

## Leben
Steinbicker studierte an der Universität Halle Medizin.
Er absolvierte eine Facharzt-Ausbildung für Pädiatrie und Humangenetik.
Nach dem Studium arbeitete er mehrere Jahre als Kinderarzt.
1967 promovierte Steinbicker in Halle mit einer Arbeit zum Thema Läßt sich beim Ekzem durch Grenzstrahlen eine Desensibilisierung erzielen?.
1983 habilitierte er sich an der Medizinischen Akademie Magdeburg mit einer Arbeit zum Thema Untersuchungen zu genetischen und diagnostischen Problemen bei Patienten mit Duchenne’scher Muskeldystrophie und bei Konduktorinnen (zusammen mit Reinhard Szibor).
Von 1973 bis 1993 leitete er die Abteilung Humangenetik der Kinderklinik an der Medizinischen Akademie Magdeburg.
Steinbicker baute 1980 an der Kinderklinik der Medizinischen Akademie Magdeburg ein Register für Fehlbildungen bei Neugeborenen auf, das nach und nach auf weitere Landkreise erweitert wurde.
Er ließ sich dazu von Ungarn anregen, wo es schon seit den 1970er Jahren ein landesweites Fehlbildungsregister gab.
Durch dieses Register konnten und können Erkenntnisse gewonnen werden, dass Viren, Strahlen, Erkrankungen der Mutter, Mangel an bestimmten Stoffen, Medikamente und andere chemische Verbindungen zur Entstehung von Fehlbildungen bei Neugeborenen beitragen können.
Diese Erkenntnisse ermöglichen eine Prävention von Fehlbildungen.
In seinen Studien untersuchte Steinbicker den Zusammenhang zwischen der Nuklearkatastrophe von Tschernobyl im Jahr 1986 und der Zunahme von Fehlbildungen bei den in den Folgejahren geborenen Säuglingen.
Dabei wurden in einigen Regionen Zunahmen von Down-Syndrom, Lippen-Kiefer-Gaumenspalte, Hydrocephalus und Spina bifida festgestellt.
Nach der Wende kämpfte Steinbicker erfolgreich für den Erhalt und die Fortführung dieses Registers.
Ebenso wie unter DDR-Zuständen hatte er auch jetzt erhebliche Widerstände zu überwinden.
Das Register wird seit 1995 vom Land Sachsen-Anhalt finanziert.
Durch das Engagement von Steinbicker wurde das Register im Jahr 2000 auf das ganze Land Sachsen-Anhalt ausgeweitet.
Außer in Magdeburg und an der Universitätskinderklinik Mainz gibt es in Deutschland keine systematische Erfassung von Fehlbildungen bei Neugeborenen.
Im Gegensatz dazu gibt es in vielen anderen europäischen und außereuropäischen Ländern Erfassungssysteme für angeborene Anomalien.
Daraus entstanden die internationalen Registersysteme, EUROCAT (European Registration of Congenital Anomalies and Twins) und ICBDM (International Clearinghouse for Birth Defects Monitoring Systems).
Das Fehlbildungsregister Magdeburg ist sowohl an EUROCAT als auch am ICBDM beteiligt.
2005 ging Steinbicker in den Ruhestand.
Er war jedoch bis 2008 weiterhin Mitglied der Promotionskommission.
Seit 2008 ist er in der Beratungsstelle des Institutes für Humangenetik ärztlich tätig.

## Privates
Volker Steinbicker ist verheiratet und Vater eines 1969 geborenen Sohnes, der im Jahr 2011 verstarb. Er wohnt in Magdeburg.

## Mitgliedschaften
Steinbicker war Mitarbeiter des Forschungsprojektes „Humangenetik“.
Sowohl in der DDR als auch nach der Wende setzte er sich für genetische Beratung ein.
Diese Beratung hat das Ziel, die Zeugung und die Geburt schwer erbgeschädigter Kindern zu verhindern.
Außerdem engagiert er sich im Professorenkollegium Emeritio, das sich der allgemeinverständlichen Wissensweitergabe an breite Bevölkerungsschichten widmet.

## Schriften (Auswahl)
- Häufigkeit oraler Spaltbildungen in der Region Magdeburg zusammen mit C. Rösch, I. Röse, Springer, 2013, doi:10.1007/s100060050019 online, pdf
- Knowledge among young people about folic acid and its importance during pregnancy: a survey in the Federal State of Saxony-Anhalt zusammen  mit Simone Pötzsch, Jana Hoyer-Schuschke, Manuela Seelig, Journal of Applied Genetics. Vol. 47, nr 2, 2006, S. 187–190
- Fehlbildungen bei Säuglingen im Raum Magdeburg in Tschernobyl und die DDR: Fakten und Verschleierungen – Auswirkungen bis heute?, Harz-Druckerei, Wernigerode, 2003, Friedrich-Ebert-Stiftung Landesbüro Sachsen-Anhalt, Magdeburg, ISBN 3-89892-185-9 online, pdf
- Pilotstudie: Prävalenz genitaler Fehlbildungen Datenbasis – Auswertung – Ursachenhypothesen zusammen mit Christine Rösch, Elke Vetter, Dorit Götz, Forschungsbericht 298 61 226, UMWELTFORSCHUNGSPLAN DES BUNDESMINISTERIUMS FÜR UMWELT, NATURSCHUTZ UND REAKTORSICHERHEIT, Umweltchemikalien und Schadstoffwirkungen, 2000 online, pdf
- Jahresbericht zur Häufigkeit von Fehlbildungen und Anomalien sowie mitgeteilten genetisch bedingten Erkrankungen 1999 zusammen mit Christine Rösch, Dorit Götz, Regina Lehmann, Cornelia Vogt, Andrea Wieprecht, Susan Hopstock, Universitätsfrauenklinik Magdeburg, 2000 online
- Häufigkeit von Fehlbildungen und Anomalien in der Region Magdeburg. Jahresbericht 1997 zusammen mit  Christine Rösch, Regine Lehmann, Magdeburg: Otto-von-Guericke-Universität, 1998,
- Bericht zur Fehlbildungserfassung in der Region Magdeburg, 1980 bis 1996, Magdeburg, 1997, OCLC 245787140
- Häufigkeit oraler Spaltbildungen in der Region Magdeburg zusammen mit Rösch C, Röse I, 1998, Mund Kiefer GesichtsChir 2, S. 5–10 online
- Fehlbildungserfassung nach dem Mainzer Modell in Magdeburg zusammen mit Rösch, C.; Gosch, G.; Weise, W.; Knittel, B.; Canzler, E., in: Zeitschrift für Geburtshilfe und Neonatologie, 1997
- Fehlbildungen: Magdeburger Initiative, Dtsch Ärztebl, 1997, 94, C-965 online
- Zeitliche Trends und regionale Verteilung, Magdeburg Inst. für Humangenetik 1993, OCLC 254956296
- Das Kind mit Down-Syndrom: ein Ratgeber für Eltern und Erzieher zusammen mit Jürgen Gedschold, Irene Göhler, Volk und Gesundheit, 1982, OCLC 74583727
- Duchenne muscular dystrophy: carrier detection by ultrasound zusammen mit Reinhard Szibor, Ludwig Von Rohden, Petra Krebs, 1984, The Lancet 1(8392):1463, doi:10.1016/S0140-6736(84)91950-0
- Red cell response to A23187 and valinomycine in Duchenne muscular dystrophy zusammen mit Reinhard Szibor, Uwe Till, Wolfgang Lösche, 1981, Acta biologica et medica Germanica 40(9):1187-1190